# Lądowisko Łomża
Lądowisko Łomża – lądowisko sanitarne w Łomży, w województwie podlaskim, położone przy Al. Piłsudskiego 11. Przeznaczone jest do wykonywania startów i lądowań śmigłowców sanitarnych i ratowniczych w dzień i w nocy o dopuszczalnej masie startowej do 5700 kg. 
Zarządzającym lądowiskiem jest Szpital Wojewódzki im. Kardynała Stefana Wyszyńskiego. W roku 2012 zostało wpisane do ewidencji lądowisk Urzędu Lotnictwa Cywilnego pod numerem 117
Oficjalne otwarcie oraz poświęcenie lądowiska odbyło się 21 września 2011.